# Група компаній «ТДС»
Група компаній «ТДС» — український дилер спеціальної та комунальної техніки, а також запчастин до неї. Основними профілями діяльності групи компаній є продаж, обслуговування, та ремонт спеціальної техніки та запасних частин. У 2018 році було створено лінії виробництва власних навантажувачів з бортовим поворотом та навісного обладнання. Діяльність "ТДС" веде по всій території України, маючи філії у таких містах: м. Бровари Київської обл. (головний офіс), м. Львів, м. Хмельницький, смт. Таїрове Одеської обл., м. Дніпро, м. Горішні Плавні Полтавської обл.

## Власне виробництво
На виставці «Комунтех-2018» група компаній "ТДС" представила продукцію власного виробництва – мінінавантажувачі під торговою маркою TDC.
Мінінавантажувач – це вид спецтехніки, що виконує функції звичайного навантажувача з підвищеною маневреністю та можливістю виконувати бортовий поворот, тобто розворот на місці. Залежно від моделі техніки, вантажопідйомність може сягати 1,2 тонн (серед моделей, представлених ГК "ТДС"), тому в комплекті з різноманітним навісним обладнанням такий агрегат здатен виконувати велику кількість функцій, що й обумовлює його короткий строк окупності. До того ж, завдяки низці V-подібних блоків протектора шин, розділених широкими та глибокими канавками, максимально навантажена техніка здатна долати перешкоди, що виникають на її шляху, а ергономіка кабіни спрощує таку роботу для оператора. Такий вид техніки використовується для різного типу робіт у приміщеннях чи зонах із обмеженим простором, таких як склади, доки, супермаркети, паркові ділянки та міські сквери.
Власне виробництво мінінавантажувачів компанія запустила на початку 2018 року. У конструкції використовується рама і ряд інших компонентів українського виробництва. Двигуни – Beinei – зроблені в Китаї, але за основу група компаній бере двигуни німецької компанії Deutz. На виставці були представлені два міні-навантажувача: TDC-901 і TDC-1201. У моделі TDC-901 вантажопідйомність становить 1050 кг, а у моделі TDC-1201 – 1250 кг. Станом на 2023 рік група компаній "ТДС" пропонує такий модельний ряд мінінавантажувачів:
- TDC-501
- TDC-901
- TDC-1201
- TDC-1202

## Напрямки діяльності
До напрямків діяльності, які веде група компаній "ТДС", відносяться такі:
- технічне обслуговування (гарантійне та післягарантійне) спеціальної кар'єрної, дорожньо-будівельної, дорожньої, комунальної, вантажної, сільськогосподарської та інших видів спеціальної техніки;
- проведення діагностичних робіт, капітального та поточного ремонту спецтехніки, її вузлів, механізмів та агрегатів;
- постачання запасних частин, комплектуючих та витратних матеріалів до техніки провідних світових виробників;
- власне виробництво повноповоротних міні-навантажувачів, (навантажувачів з бортовим поворотом) під торговою маркою «TDC»;
- виробництво широкого спектру навісного обладнання, зокрема ковшів, відвалів, вил, щіток будь-яких форм, призначень і розмірів для грейдерів, бульдозерів, фронтальних навантажувачів, екскаваторів, екскаваторів-навантажувачів, міні-навантажувачів, комунальної та інших видів спеціальної техніки;
- власне виробництво ріжучих кромок, ножів для грейдерних та бульдозерних відвалів, пальців та втулок, зубів для ковшів дорожньо-будівельної техніки, тягових пластинчастих ланцюгів;

## ТОВ "ТДС Укрспецтехніка"
З моменту заснування у 2010 році ТОВ "ТДС Укрспецтехніка" у складі групи компаній "ТДС" відповідає за надання ремонтніх робіт та продаж запасних частин до спеціальної техніки. До основних напрямків діяльності та видів робіт, що пропонує компанія, належать:

### Капітальний ремонт спецтехніки
Від моменту свого заснування у 1999 році основним профілем групи компаній «TDC» є саме ремонт різних видів спеціальної техніки та окремих її частин. За більш ніж 20 років на ринку компанія вдосконалила свою ремонтно-технічну базу, впровадила передові технології та навчила численний персонал, а також накопичила відповідний досвід. Більшість видів ремонтних робіт, включно із капітальним ремонтом, компанія проводить за такими етапами:
1. Прийом спецтехніки;
2. Складання акту огляду;
3. Загальна діагностика;
4. Розбирання;
5. Складання дефектної відомості;
6. Узгодження з замовником переліку робіт та запчастин для заміни;
7. Роботи по відновленню;
8. Тестування та обкатка;
9. Передача спецтехніки замовникові.

Для такого виду робіт використовуються оригінальні компоненти відповідних світових брендів, а також залучаються висококвалоіфіковані співробітники, що проходять навчання на заводах та інших представництвах компаній-партнерів, тому на всі ремонтні роботи також надається гарантія строком до 12 місяців. За бажанням клієнта та згодою компанії можуть бути використані також і високоякісні аналоги від перевірених виробників. Будь-які непередбачувані моменти, що виникають у процесі виконання робіт, також обов’язково погоджуються з замовником. Після закінчення ремонту техніка проходить тестування, що наближене до випробувань нової техніки. Завершальний тест і верифікація робочих параметрів проводяться у присутності замовника.

### Продаж запчастин
Матеріально-технічна база компанії дозволяє забезпечити усі виробничі потреби, оперативно реагувати на виклики ринку та гарантувати виконання будь-якого замовлення клієнтів у найкоротші строки. Окрім цього, група компаній "ТДС" офіційно співпрацює з багатьма виробничими концернами, окремими заводами та постачальниками по всьому світу: США, Німеччина, Англія, Італія, Китай, Польща, Туреччина та інші. Це дає змогу постійно актуалізувати номенклатуру та оперативно закуповувати навіть рідкісні запасні частини.
До брендів, запасні частини від яких пропонує група компаній "ТДС", відносяться:
- Запасні частини до навантажувачів;
- Запасні частини до екскаваторів;
- Запасні частини до бульдозерів;
- Запасні частини до грейдерів.

### Ремонт дизельних двигунів
Супутні види ремонтних робіт:
- Діагностика двигунів
- Ремонт двигунів
- Шліфування колінчатих валів
- Хонінгування блоків
- Ремонт головок (ГБЦ)
- Ремонт турбокомпресорів
- Ремонт повітряних компресорів
- Ремонт паливних головок та ін.

### Ремонт трансмісії
Супутні види ремонтних робіт:
- Діагностика вузлів трансмісії
- Ремонт КПП
- Ремонт мостів
- Ремонт гідротрансформаторів
- Ремонт редукторів

### Ремонт гідравлічного обладнання
Супутні види робіт:
- Ремонт гідронасосів
- Ремонт гідромоторів
- Ремонт  гідроциліндрів
- Ремонт гідророзподільників
- Ремонт редукторів
- Виготовлення ремкомплектів
- Виготовлення рукавів високого тиску (РВТ)

#### Ремонт гідравлічних насосів
Виробничий цех групи компаній "ТДС" має необхідні інструменти та умови для ремонту гідравлічних насосів. Група компаній займається ремонтом аксіально- і радіально-поршневих насосів.

#### Ремонт гідравлічних моторів
Група компаній ремонтує гідромотори різних типів: аксіально-поршневі, радіально-поршневі, а також гідравлічні редуктори приводу гусеничних машин і агрегатів.

#### Ремонт гідроциліндрів
Компанія забезпечує виробничий цикл від відновлювальних робіт до виготовлення нового поршня.

### Ремонт навісного обладнання
Супутні види робіт:
- Заміна ріжучої кромки
- Заміна зубів, адаптерів
- Відновлення або заміна деформованої частини ківша
- Розточувально-наплавочні роботи
- Виготовлення або заміна пальців і втулок ківша, стріли
- Зварювальні роботи
- Ремонт стріли, рукояті

#### Розточувально-наплавочні роботи
Розточувально-наплавочні комплекси є необхідними при відновленні вушок рухомих з’єднань рами та елементів навісного обладнання (у стрілі, рукояті, ківші, ін.). Для робіт такого типу група компаній "ТДС" використовує мобільні розточувально-наплавочні комплекси «WS2 Compact». Їх особливість – це можливість установити апарат на оброблювану деталь незалежно від її розмірів.

#### Ремонт та відновлення ківшів
Актуальним такий вид робіт є для кар’єрної техніки. Під час роботи з твердими матеріалами відбувається активне стирання зубів, ріжучої кромки, бокових і нижньої стінок ківша. Процес відновлення ківша складається з таких технологічних етапів:
1. Вирізання зношених частин ківша та виготовлення ідентичних нових.
2. Зварювання всіх частин ківша та його ріжучої кромки у цілісну конструкцію.
3. Підсилення ківша додатковими листами металу та ребрами жорсткості.
4. Встановлення зубів (при необхідності — зі змінними коронками).

### Загальна діагностика та обслуговування
У процесі експлуатації навантажувачі, грейдери, екскаватори та інша спеціальна техніка постійно піддається надмірним навантаженням. Тому, для забезпечення її тривалого та безперебійного функціонування, дуже важливим є регулярне та якісне проведення технічного обслуговування (ТО).
Такий вид робіт група компаній "ТДС" виконує по всій території України завдяки розташуванню філіалів у певних регіонах. У разі виявлення у техніці якихось несправностей чи відхилень від нормального режиму роботи, сервісний інженер знаходить причину та, за можливості, усуває її на місці. У багатьох випадках це може попередити вихід машини з ладу та подовжити термін її експлуатації.

## ТОВ "Логістик Машинері"
Заснована у 2011 році, ТОВ "Логістик Машинері" спеціалізується на продажі нової спеціальної техніки: фронтальних навантажувачів, бульдозерів, автогрейдерів, екскаваторів, тракторів, автокранів, самоскидів, кар'єрних самоскидів, тягачів, напівпричепів, вилкових та телескопічних навантажувачів, катків, техніки для ремонту доріг, міні-навантажувачів, мульчерів і дорожніх косарок.
ТОВ "Логістик Машинері" є офіційним дилером ряду брендів спеціальної техніки. ТОВ "Логістик Машинері" займається безпосередньо консультуванням аудиторії щодо підібору спецтехніки під конкретні завдання.
ТОВ "Логістик Машинері" активно оновлює асортимент брендів, які вона пропонує, та види спеціальної техніки, залежно від потреб ринку.

## Співпраця з Poclain Hydraulics
У гідравліці POCLAIN HYDRAULICS використані передові технології і високоякісні матеріали. Однак, будь-яка техніка вимагає якісного сервісу та ретельного догляду.
Спеціалісти групи компаній "ТДС" пройшли спеціальну підготовку на заводах компанії POCLAIN. Це підтверджено статусом «Офіційного сертифікованого сервісного центру POCLAIN HYDRAULICS в Україні».
Високі позиції компанії POCLAIN HYDRAULICS у галузі гідростатичних трансмісій було досягнуто завдяки застосуванню кулачкових радіально-поршневих гідромоторів. 
Акцент у ремонті гідравлічного обладнання від Poclain Hydraulics група компаній "ТДС" робить саме на гідравлічних моторах.

## Керівництво
- Дєдов Микола Станіславович

## Філії
м. Бровари Київської обл., вул. Металургів, 17
Центральний офіс. Обслуговує області:
- Київську
- Чернігівську
- Житомирську
- Черкаську
- Кіровоградську

м. Львів, Західний обхід, 10-й км, с. Сокільники
Обслуговує області:
- Львівську
- Закарпатську
- Волинську

смт. Таїрове Одеської обл., вул. Набережна, 11
Обслуговує області:
- Одеську
- Миколаївську
- Херсонську

м. Хмельницький, вул. Пілотська, 71
Обслуговує області:
- Хмельницьку
- Вінницьку
- Чернівецьку
- Івано-Франківську
- Тернопільську
- Рівненську

м, Дніпро, вул. Гоголя, 20
Обслуговує області:
- Дніпропетровську
- Запорізьку

м. Горішні Плавні Полтавської обл., просп. Героїв Дніпра, 60
Обслуговує області:
- Харківську
- Сумську
- Полтавську